# Ochronka w Żyrardowie
Ochronka w Żyrardowie – ochronka mieszcząca się przy południowej pierzei ob. Placu Jana Pawła II w Żyrardowie, jedna z najstarszych instytucji socjalnych działających przy żyrardowskiej fabryce lnu, założona w 1875 r.

## Historia
Przyczyną powstania w Żyrardowie ochronki była chęć fabrykantów do sięgnięcia po rezerwy taniej siły roboczej w postaci niepracujących matek, co wiązało się z koniecznością zapewnienia przynajmniej częściowej opieki nad dziećmi z rodzin robotniczych; powstanie przedszkola fabrycznego zostało przyśpieszone przez wprowadzenie nowego ustawodawstwa fabrycznego ograniczającego skalę procederu pracy małoletnich w fabrykach. Zezwolenie na założenie w osadzie fabrycznej ochronki wydał gubernator warszawski w 1875 r.; do ochronki przyjmowano początkowo wszystkie zgłaszane dzieci od 3 roku życia; wraz ze wzrostem ilości zgłoszeń wprowadzono ograniczenia ilościowe (przyjmowano tylko jedno dziecko z rodziny robotniczej); ochronka była przewidziana na około 1 500 dzieci; przeciętnie w ciągu roku z ochronki korzystało ok. 1100 dzieci; poza tym ok. 350 dziewcząt w wieku od siódmego do czternastego roku życia uczęszczało na codzienną naukę szycia i haftu, trwającą 1,5 godzinny dziennie. Ze względu na ograniczenia w zakresie ilości przyjmowanych dzieci reszta na ogół licznego potomstwa pozostawała pod opieką starszego rodzeństwa, bądź była zabierana przez rodziców do pomocy w pracy. W ochronce obowiązywała częściowa odpłatność za wydawane posiłki; pracownicy przedszkola prowadzili działania mające na celu poprawę stanu zdrowotnego oraz higieny dzieci; jako że powszechnie dzieci przychodziły do przedszkola brudne i zawszone, nauczycielki każdego dnia czesały część podopiecznych specjalnym gęstym grzebieniem; dzieci czesano nad miską wypełnioną siarką, do której wpadały wyczesywane z włosów wszy; w ochronce prowadzono też akcje strzyżenia i kąpania dzieci w specjalnej sali łaziebnej wyposażonej w nowoczesne urządzenia sanitarne. Ochronka zatrudniała od 29 do 33 nauczycielek i zbliżoną liczbę pracowników pomocniczych. Wysokość wydatków na ochronkę ulegała wahaniom w zależności od ilości dzieci i woli zarządu fabryki i wynosiła od 33 514 rb w 1892 r. (przy stanie 1134 dzieci) do 39 810 rb w 1914 r. (do ochronki uczęszczało wówczas 1012 dzieci); najniższy stan ilości przyjmowanych dzieci oraz nakładów na prowadzenie przedszkola wystąpił w 1897 r.; do ochronki uczęszczało wówczas 928 dzieci, zaś nakłady wyniosły 25 618 rb.
W ochronce celebrowano również święta, zwłaszcza Boże Narodzenie; z okazji tych świąt Karol Dittrich jr. fundował podopiecznym zakładu podarki, bądź w postaci pożywienia, bądź w formie odzieży; dzieci otrzymywały z jednej strony sukienki, fartuszki i koszule, z drugiej zaś owoce południowe, ciastka, cukierki, jabłka, orzechy, a nawet jednokilogramową struclę; szczególnie wyróżniane były dzieci najbiedniejsze, w tym sieroty, które otrzymywały nawet ubranie i obuwie. Dzień wręczenia prezentów był wielkim świętem nie tylko dla obdarowanych, ale także dla ich rodzeństwa i rodziców; w samej ochronce wszystkie dzieci zbierały się wokół marmurowego popiersia Karola Dittricha i śpiewały specjalnie skomponowaną piosenkę z prośbą do Boga o zdrowie dla Dittricha za jego wspaniałe dary.1 W przedszkolu oprócz standardowych sal przedszkolnych wybudowano także salę balową ozdobioną toskańskimi kolumnami dla odbywania szczególnie ważnych uroczystości. W 1899 r. Karol Dittrich jr. przeznaczył 500 000 rb z pieniędzy uzyskanych ze sprzedaży swojego pakietu akcji Towarzystwa Akcyjnego Zakładów Żyrardowskich na zapewnienie ochronce funduszy na dalsze finansowanie zakładu.2 Sam gmach wzniesiony w 1875 r. i rozbudowany w 1885 r. wyróżniał się obszernością i wysokim standardem; został wybudowany w ścisłym centrum miasta na działce przylegającej bezpośrednio do głównego placu; wokół gmachu utworzono rozległy ogród oraz plac zabaw. Obecnie ochronka fabryczna funkcjonuje niezmiennie w tym samym gmachu jako Miejskie Przedszkole nr 9. Obok przedszkola znajduje się budynek mieszkalny zwany Babińcem mieszczący mieszkania służbowe nauczycielek-przedszkolanek zatrudnionych w ochronce fabrycznej.
- 1 K. Zwoliński, Zakłady żyrardowskie w latach 1885-1915, Książka i Wiedza, Warszawa 1979, str. 177-178
- 2 tamże, str. 269